# Heterostegane warreni
Heterostegane warreni är en fjärilsart som beskrevs av Louis Beethoven Prout 1932. Heterostegane warreni ingår i släktet Heterostegane och familjen mätare. Inga underarter finns listade i Catalogue of Life.

## Bildgalleri

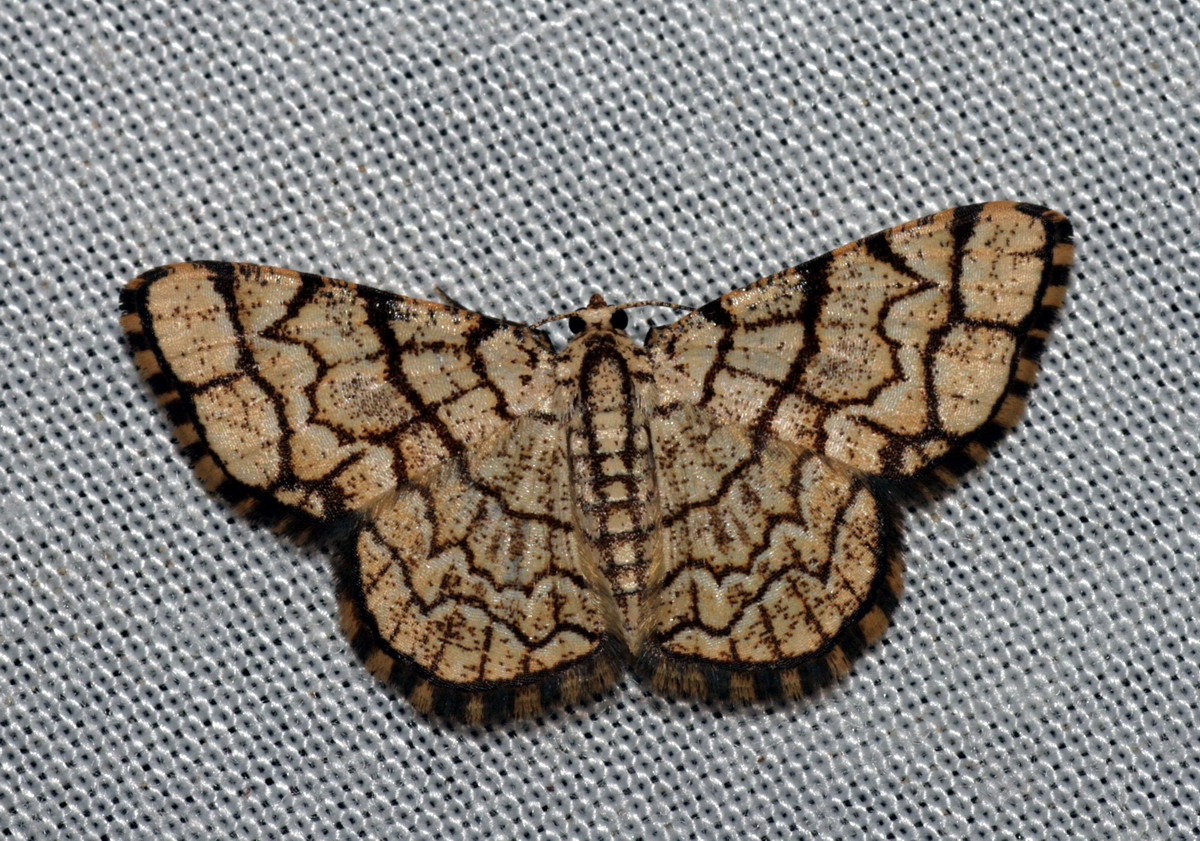